# Левальски, Барбара
Барбара Кифер Левальски (англ. Barbara Kiefer Lewalski, урожд. Barbara Josephine Kiefer; 22 февраля 1931, Топика — 2 марта 2018, Провиденс) — американская исследовательница, специалист в области литературы эпохи Возрождения, особенно известная своей работой о Джоне Мильтоне. Доктор философии (1956), именной профессор Гарварда (эмерит), член Американской академии искусств и наук (1980) и Американского философского общества (1986). Удостаивалась и др. отличий.
Родилась в семье фермера, а её мать была учительницей начальной школы и логопедом. Окончила Emporia State University (бакалавр образования с двойной специализацией — в области английского языка и социальных наук, 1950).
Получила степени магистра и доктора философии в Чикагском университете. Преподавала в колледже Уэллсли (1954-56), где начала свою академическую карьеру, и Брауновском университете (с 1956, профессор с 1976), с 1982 по 2000 состояла именным профессором (William R. Kenan Professor) Гарварда, где преподавала по 2015, когда стала эмеритом. Была первой женщиной, получившей на постоянный контракт спонсируемые профессуры на кафедрах английского в Брауновском и Гарвардском университетах. Являлась стипендиатом Фулбрайта и двух стипендий Гуггенхайма.
Автор шести книг (первая вышла в 1966), в частности Protestant Poetics and the Seventeenth-Century Religious Lyric (1979) — отмеченной James Russell Lowell Prize, Paradise Lost and the Rhetoric of Literary Forms (1985), Writing Women in Jacobean England, 1603—1625 (1993), The Life of John Milton: A Critical Biography (2000). Редактор Major Poets of the Earlier Seventeenth Century and Milton, Paradise Lost (2008).
Была замужем за Kenneth F. Lewalski (ум. 2006), также профессором.
Остался сын Дэвид.